# Ново-Александровские Выселки
Но́во-Алекса́ндровские Вы́селки — населённый пункт, входящий в состав Бобровинского сельского поселения Кораблинского района Рязанской области.

## Топонимика
В новую Ерлинскую волость и Ерлинский сельский совет, кроме Ново-Александровских Выселок, входили также Александровские выселки (Старо-Александровские Выселки, Малиновские выселки). Поэтому наименование Ново-Александровские выселки деревня получила для отличия от более старого селения, носившего родственное название.

## География
В данный момент деревня состоит из 3 домов. Находится на берегу реки Марьинки (притока Молвы).

## История
Выселки возникли после 1906 года. 
В 1925 году из 15 домохозяев Ново-Александровских выселок трое были Александровыми. Вероятно, эти Александровы являлись первопоселенцами выселок.
Ново-Александровские выселки иногда называли Шеин хутор. Этот хутор находился при выселках, но был не в ведении общества крестьян, а управлялся советскими органами.
В октябре 1926 года деревня Ново-Александровские Выселки Ерлинской волости состояла из 16 дворов.

## Население
| 2010 |
| ---- |
| 0    |